# Křesetice
Křesetice település Csehországban, a Kutná Hora-i járásban. Křesetice Kutná Hora, Malešov, Úmonín és Kluky településekkel határos. Lakosainak száma 741 fő (2024. január 1.).

## Népesség
A település lakosságának változását az alábbi diagram mutatja:
| Lakosok száma | 1263 | 1276 | 1090 | 813  | 625  | 601  | 672  | 682  | 693  | 741  |
|               | 1869 | 1890 | 1921 | 1950 | 1980 | 2001 | 2017 | 2019 | 2022 | 2024 |